# Buslijn 37 (Brussel)
Bus 37 is een buslijn uitgebaat door de Brusselse vervoersmaatschappij MIVB, die tussen het premetrostation Albert in Vorst en het spoorwegstation van Linkebeek rijdt.

## Geschiedenis
In het kader van het busplan 2018-2022 van de MIVB werd in de lente van 2019 een nieuwe buslijn opgestart tussen het zuiden van Ukkel en het station Albert met als nummer 37. Deze lijn heeft tot doel een verbinding te voorzien tussen de belangrijke overstappunten Albert en Helden, maar ook met het Sint-Jobplein, het Longchampzwembad en enkele belangrijke onderwijsinstellingen. Er werden tevens enkele nieuwe haltes gecreëerd: Coghen, Peyo, Sint-Pieterscollege en Directoire. 
Tegen de komst van de buslijn werd geageerd door sommige inwoners van de Coghenlaan in Ukkel. De geplande 150 bussen per dag, en de vier haltes in de laan waren de actievoerders een doorn in het oog. De MIVB bevestigde dat de lijn gedeeltelijk met elektrische bussen uitgebaat wordt.

## Tarief
Deze buslijn is toegankelijk voor elk vervoersbewijs van de MIVB zonder enige toeslag (cf. buslijn 12).